# Guido Santin
Guido Santin (Burano, 1 de enero de 1911-Cavallino-Treporti, 1 de agosto de 2008) fue un deportista italiano que compitió en remo.
Participó en los Juegos Olímpicos de Berlín 1936, obteniendo una medalla de plata en la prueba de dos con timonel. Ganó tres medallas en el Campeonato Europeo de Remo entre los años 1935 y 1938.

## Palmarés internacional
| Juegos Olímpicos   | Juegos Olímpicos         | Juegos Olímpicos | Juegos Olímpicos |
| Año                | Lugar                    | Medalla          | Prueba           |
| ------------------ | ------------------------ | ---------------- | ---------------- |
| 1936               | Berlín (Alemania)        | Medalla de plata | Dos con timonel  |
| Campeonato Europeo |                          |                  |                  |
| Año                | Lugar                    | Medalla          | Prueba           |
| 1935               | Berlín (Alemania)        | Medalla de oro   | Dos con timonel  |
| 1937               | Ámsterdam (Países Bajos) | Medalla de plata | Dos con timonel  |
| 1938               | Milán (Italia)           | Medalla de oro   | Dos con timonel  |